# Wunderheilung

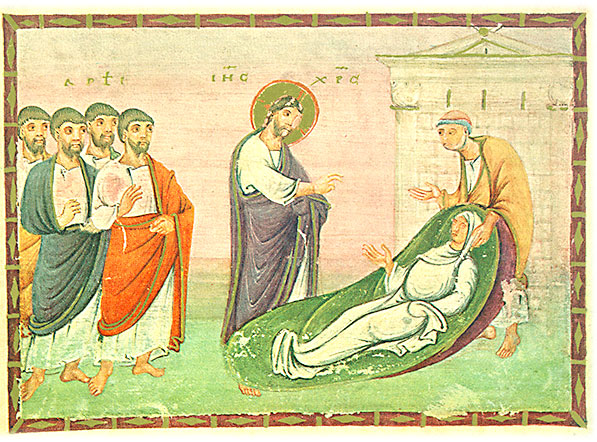
Die Heilung der Schwiegermutter des Petrus, Darstellung aus dem Codex Egberti (10. Jahrhundert)

Wunderheilungen sind außergewöhnliche Heilungen (meist) schwerer Erkrankungen, die (wie Wunder) den Naturgesetzen zu widersprechen scheinen „und deshalb der unmittelbaren Einwirkung einer göttlichen Macht oder übernatürlichen Kräften“ zugeschrieben werden. Diese Definition unterscheidet sie von den Spontanheilungen. Seit jeher galten Krankheiten im  religiösen Kontext auch als Störung der Beziehung zwischen Schöpfer und Geschöpf und die Behebung dieser Störung bzw. die Heilung von Krankheiten dementsprechend als durch göttliches Eingreifen bewirkbar. Im Christentum gibt es seit dem Auftreten Jesu Christi bis heute zahlreiche Berichte über Wunderheilungen. Personen die Wunderheilung anbieten oder denen Wunderheilungen (von der Kirche oder der einfachen Bevölkerung) zugesprochen wurden, werden als Wunderheiler bezeichnet.

## Judentum und Christentum
Bereits das Buch Exodus erzählt von der Heilung der Hand des Mose vom Aussatz, mit der ihn Gott zuvor geschlagen hatte (Ex 4,8 ). Im Buch Tobit, einer apokryphen Schrift des Alten Testamentes, wird über die wundersame Heilung des blinden Tobit berichtet. Im Neuen Testament finden sich zahlreiche Perikopen über die Wunder Jesu und der Apostel. Es wird berichtet, dass Jesus Blinde, Lahme, Aussätzige und Besessene heilte, selbst Tote zum Leben erweckte. Die Apostelgeschichte berichtet über die Heilung eines Gelähmten an der Schönen Pforte durch den Apostel Petrus (Apg 3,1–10 ).
Über die theologische Bedeutung dieser Heilungen und anderer Wundertaten wird diskutiert. Während manche der Ansicht sind, es handle sich um übernatürliche Heilungen, die die göttliche Vollmacht Jesu demonstrieren sollen, halten andere die Frage der Natürlichkeit oder Übernatürlichkeit der Heilungen für sekundär, vielmehr solle dadurch die heilende Zuwendung Gottes und sein Wille zur Rettung des Menschen zum Ausdruck kommen.

## Orte von Wunderheilungen
Die meisten Wunderheilungen sind mit Wallfahrtsorten, insbesondere denen der Gottesmutter, verbunden. Herausragend sind die zahlreichen Berichte aus den beiden Orten Lourdes und Fátima. In beiden Orten befinden sich ärztliche Ausschüsse, die sich die Untersuchung und Dokumentation von aufgetretenen Besserungen zur Aufgabe gemacht haben. Lourdes hat außerdem eine Ärztekommission und eine kirchenrechtliche Kommission der katholischen Kirche. Lourdes wird von etwa 50.000 Schwerkranken pro Jahr besucht. Die Akten des Ärztebüros enthalten seit 1858 etwa 7000 Heilungsberichte, davon wurden insgesamt 69 von der römisch-katholischen Kirche als Wunder anerkannt. Besondere Häufungen traten um 1900 und wieder um 1950 auf. Seither haben die gestiegenen wissenschaftlichen Ansprüche der Kommissionen die Anerkennung als Wunder sehr erschwert. Die letzte Anerkennung einer Wunderheilung in Lourdes erfolgte 2013.
Das portugiesische Fátima hat als Ort, an dem von Wunderheilungen berichtet wird, geringere Bedeutung; Berichte über dortige Wunderheilungen sind kirchlich nicht anerkannt. Der Konstanzer Theologe und Mediziner Andreas Beck untersuchte und veröffentlichte mit einigen Doktoranden 17 Falldokumentationen aus Fátima berichteter Wunder, das letzte aus dem Jahr 1948.
Im Frühjahr 2011 soll es in Loliondo in Tansania, etwa 400 km von Arusha entfernt, zu einer Reihe von Heilungen gekommen sein, nachdem Kranke einen Kräutertee von einem Pastor der ELCT gereicht bekamen. Aufgrund der Abgeschiedenheit des Ortes wurde erwogen, das Heilungszentrum nach Arusha zu verlegen, wogegen sich der Pastor jedoch wehrte. Seinen Angaben zufolge solle der Heiltee nur wirksam sein, wenn er vor Ort aus seinem Becher ausgeschenkt werde.

## Selig- und Heiligsprechungsverfahren
Die Heilig- und Seligsprechungsprozesse der katholischen Kirche stützen sich, außer bei Märtyrern auch auf Wunder, die auf Anrufung und Fürbitte des Heiligen geschehen sein sollen. Für die Kongregation für die Selig- und Heiligsprechungsprozesse ist ein mit wechselnden Medizinern besetzter Ausschuss tätig, die sogenannte Consulta medica, der bei allen Selig- und Heiligsprechungsverfahren prüft, ob eine dem Kandidaten zugeschriebene Heilung tatsächlich unerklärlich ist und daher als Wunder in Betracht kommt.
Es ist offensichtlich, dass die abnehmende Häufigkeit von Wunderberichten, -dokumentationen und diesbezüglicher öffentlicher Diskussion im Zusammenhang mit dem Fortschritt der wissenschaftlichen Medizin steht. „Die Kenntnis des Wunderbaren, so die Wissenschaftshistorikerinnen Lorraine Daston und Katharin Park in ihrem Buch Wunder und die Ordnung der Natur, sei noch für Naturforscher wie Gottfried Wilhelm Leibniz oder Robert Boyle Zeichen der Gelehrsamkeit und zugleich Schlüssel zur Natur gewesen. Erst im 18. Jahrhundert hätten die wissenschaftlichen Eliten plötzlich ihr Interesse an Wunderdingen verloren. Die Idee einförmiger und unverletzlicher Naturgesetze gewann an Boden, die per Definition keine Ausnahmen erlaubten. Niemand konnte um 1800 beweisen, dass es keine Wunder gebe. Ihre Existenz wurde jedoch unplausibel.“